# Resolució 525 del Consell de Seguretat de les Nacions Unides
La Resolució 525 del Consell de Seguretat de les Nacions Unides, aprovada per unanimitat el 7 de desembre de 1982 després d'assabentar-se de les sentències de mort per Anthony Tsotsobe, Johannes Shabangu i David Moise, el Consell va expressar preocupació per les sentències dictades pel Tribunal Suprem d'Apel·lació de Sud-àfrica, a més d'aquells de Ncimbithi Johnson Lubisi, Petrus Tsepo Mashigo i Neftalí Manana, membres del Congrés Nacional Africà.
La resolució fa una crida a les autoritats sud-africanes a commutar les penes, i a tots els altres estats membres que utilitzin les seves influències per salvar les vides dels sis homes.